# Lineopalpa chlora
Lineopalpa chlora là một loài bướm đêm trong họ Noctuidae.